# هنری لوبشر
هنری لوبشر (انگلیسی: Henry Loubscher؛ زادهٔ ۹ اوت ۱۹۳۶) بوکسور اهل آفریقای جنوبی است.